# Ngã Năm
Ngã Năm est une ville de niveau district de la province de Sóc Trăng dans le delta du Mékong au sud du Viêt Nam.

## Géographie
La superficie de Ngã Năm est de 242,24 km2. 